# Prenomi igbo
Questa voce raccoglie i prenomi tipici della lingua igbo con una breve spiegazione del significato.

## A
| Nome     | Genere               | Significato                    |
| -------- | -------------------- | ------------------------------ |
| Adaeze   | Femminile            | Figlia maggiore del re.        |
| Adanna   | Femminile            | Figlia maggiore del padre.     |
| Adannaya | Femminile            | Figlia maggiore di suo padre.  |
| Akachi   | Maschile e femminile | Mano di Dio.                   |
| Akuchi   | Femminile e maschile | Ricchezza da Dio.              |
| Amadi    | Maschile             | Uomo nato libero.              |
| Amaka    | Femminile            | Dio è il più bello.            |
| Amara    | Femminile            | Grazia.                        |
| Amarachi | Femminile            | Grazia di Dio.                 |
| Anuli    | Femminile            | Gioia.                         |
| Azubuike | Maschile             | Il tuo passato è la tua forza. |

## C
| Nome        | Genere               | Significato                     |
| ----------- | -------------------- | ------------------------------- |
| Chi         | Maschile e femminile | Dio, essere spirituale.         |
| Chiamaka    | Femminile            | Dio è il più bello.             |
| Chibueze    | Maschile             | Dio è il re.                    |
| Chibuike    | Maschile             | Dio è forte.                    |
| Chibuzo     | Maschile e femminile | Dio è la via.                   |
| Chichi      | Femminile            | Dio, essere spirituale.         |
| Chidi       | Maschile e femminile | Dio esiste.                     |
| Chidiebere  | Maschile e femminile | Dio è misericordioso.           |
| Chidiebube  | Maschile e femminile | Dio è magnifico.                |
| Chidiegwu   | Maschile             | Dio è maestoso.                 |
| Chidike     | Maschile             | Dio è forte.                    |
| Chidimma    | Femminile            | Dio è buono.                    |
| Chidinma    | Femminile            | Dio è buono.                    |
| Chidubem    | Maschile e femminile | Dio mi sta guidando.            |
| Chiemeka    | Maschile e femminile | Dio ha fatto l'atto più grande. |
| Chigozie    | Maschile e femminile | Bacio di Dio.                   |
| Chijindum   | Maschile e femminile | Dio ha la mia vita.             |
| Chijioke    | Maschile             | Dio ha una porzione.            |
| Chika       | Femminile e maschile | Dio è il più grande.            |
| Chike       | Maschile             | Dio della forza.                |
| Chikelu     | Maschile e femminile | Dio creò.                       |
| Chikere     | Maschile e femminile | Dio creò.                       |
| Chima       | Maschile e femminile | Dio sa.                         |
| Chimezie    | Maschile e femminile | Dio rettifica.                  |
| Chinasa     | Femminile            | Dio sta chiedendo.              |
| Chinedu     | Maschile             | Dio sta guidando.               |
| Chinenye    | Femminile            | Dio sta donando.                |
| Chinonso    | Maschile e femminile | Dio è vicino.                   |
| Chinwe      | Femminile            | Dio possiede.                   |
| Chinweike   | Maschile             | Dio possiede il potere.         |
| Chinwendu   | Femminile e maschile | Dio possiede la vita.           |
| Chinweuba   | Maschile             | Dio possiede in abbondanza.     |
| Chinyelu    | Femminile            | Dio diede.                      |
| Chinyere    | Femminile            | Dio diede.                      |
| Chioma      | Femminile            | Buon Dio.                       |
| Chisom      | Femminile e maschile | Dio viene con me.               |
| Chizoba     | Femminile e maschile | Dio continua a salvare.         |
| Chuks       | Maschile             | Dio.                            |
| Chukwu      | Maschile             | Il grande Dio.                  |
| Chukwudi    | Maschile             | Dio esiste.                     |
| Chukwuebuka | Maschile             | Dio è il più grande.            |
| Chukwuemeka | Maschile             | Dio ha fatto l'atto più grande. |
| Chukwuma    | Maschile             | Dio sa.                         |

## E
| Nome            | Genere               | Significato                      |
| --------------- | -------------------- | -------------------------------- |
| Ebele           | Femminile            | Misericordia, gentilezza.        |
| Ebere           | Femminile            | Misericordia, gentilezza.        |
| Ebuka           | Maschile             | Il più grande.                   |
| Ejike           | Maschile             | Una persona dotata di forza.     |
| Ekene           | Maschile e femminile | Gratitudine.                     |
| Ekenedilichukwu | Maschile e femminile | La gratitudine appartiene a Dio. |
| Ekwueme         | Maschile             | Ciò che dice, fa.                |
| Emeka           | Maschile             | Ha fatto l'atto più grande.      |
| Enyinnaya       | Maschile             | L'amico di suo padre.            |

## F
| Nome     | Genere               | Significato |
| -------- | -------------------- | ----------- |
| Fumnanya | Femminile e maschile | Amami.      |

## I
| Nome          | Genere    | Significato                      |
| ------------- | --------- | -------------------------------- |
| Ifeanyi       | Maschile  | Noi possiamo fare tutto.         |
| Ifeanyichukwu | Maschile  | Noi possiamo fare tutto con Dio. |
| Ifeoma        | Femminile | Buona cosa.                      |
| Ifunanya      | Femminile | Amore.                           |
| Ijeoma        | Femminile | Buon viaggio.                    |
| Ikechukwu     | Maschile  | Potere di Dio.                   |
| Ikenna        | Maschile  | Potere del padre.                |

## K
| Nome    | Genere               | Significato    |
| ------- | -------------------- | -------------- |
| Kelechi | Maschile e femminile | Ringrazia Dio. |

## N
| Nome        | Genere               | Significato                    |
| ----------- | -------------------- | ------------------------------ |
| Ndidi       | Femminile e maschile | Pazienza.                      |
| Ndubuisi    | Maschile             | La vita è al primo posto.      |
| Ngozi       | Femminile            | Bacio.                         |
| Nkechi      | Femminile            | Questo è ciò che Dio dà.       |
| Nkechinyere | Femminile            | Questo è ciò che Dio dà.       |
| Nkemdilim   | Femminile            | Ciò che è mio appartiene a me. |
| Nkiru       | Femminile            | Ciò che verrà sarà grande.     |
| Nkiruka     | Femminile            | Ciò che verrà sarà grande.     |
| Nnamdi      | Maschile             | Mio padre è vivo.              |
| Nneka       | Femminile            | La madre è grande.             |
| Nnenna      | Femminile            | La madre del padre.            |
| Nnenne      | Femminile            | La madre della madre.          |
| Nonso       | Maschile             | Vicino.                        |
| Nwanneka    | Femminile            | Il fratello è grande.          |

## O
| Nome           | Genere               | Significato                      |
| -------------- | -------------------- | -------------------------------- |
| Obi            | Maschile e femminile | Cuore.                           |
| Obinna         | Maschile             | Cuore del padre.                 |
| Ogechi         | Femminile            | Tempo di Dio.                    |
| Ogechukwu      | Femminile            | Tempo di Dio.                    |
| Ogechukwukamma | Femminile            | Il tempo di Dio è il più grande. |
| Ogochukwu      | Femminile e maschile | Favore di Dio.                   |
| Okafor         | Maschile             | Nato in Afor.                    |
| Okechukwu      | Maschile             | Porzione di Dio.                 |
| Okeke          | Maschile             | Nato in Eke.                     |
| Okonkwo        | Maschile             | Nato in Nkwo.                    |
| Okorie         | Maschile             | Nato in Orie.                    |
| Okoro          | Maschile             | Giovane uomo.                    |
| Oluchi         | Femminile            | Lavoro di Dio.                   |
| Onyebuchi      | Maschile             | Chi è uguale a Dio?              |
| Onyeka         | Maschile e femminile | Chi è più grande di Dio?         |
| Onyekachi      | Maschile e femminile | Chi è più grande di Dio?         |
| Onyekachukwu   | Maschile e femminile | Chi è più grande di Dio?         |
| Onyinye        | Femminile            | Regalo.                          |
| Onyinyechi     | Femminile            | Regalo di Dio.                   |

## T
| Nome     | Genere               | Significato |
| -------- | -------------------- | ----------- |
| Tochukwu | Maschile e femminile | Loda Dio.   |

## U
| Nome      | Genere               | Significato         |
| --------- | -------------------- | ------------------- |
| Uche      | Maschile e femminile | Saggezza.           |
| Uchenna   | Maschile e femminile | Saggezza del padre. |
| Udo       | Maschile e femminile | Pace.               |
| Ugochi    | Femminile            | Aquila di Dio.      |
| Ugochukwu | Maschile             | Aquila di Dio.      |
| Uju       | Femminile            | Pienezza.           |
| Uzochi    | Maschile e femminile | Via di Dio.         |
| Uzoma     | Maschile e femminile | Buona via.          |